# Friedrichia corallicola
Friedrichia corallicola är en djurart som tillhör fylumet slemmaskar, och som beskrevs av Kirsteuer 1965. Friedrichia corallicola ingår i släktet Friedrichia och familjen Oerstediidae. Inga underarter finns listade i Catalogue of Life.